# Cabrich
Cabrich is een dorp ongeveer 17 kilometer ten oosten van Inverness in het Schotse raadsgebied Highland.